# Protalebra clitellaria
Protalebra clitellaria är en insektsart som beskrevs av Henry Fairfield Osborn 1928. Protalebra clitellaria ingår i släktet Protalebra och familjen dvärgstritar. Inga underarter finns listade i Catalogue of Life.